# P̌
La P con carón (Mayúscula: P̌ minúscula: p̌), es una letra latina adicional que se utiliza para escribir Idioma laz. Esta es la letra P diacrítico con un carón.

## Uso
p̌ se usa a veces para la fricativa bilabial sorda en lenguas construidas, reemplazando el dígrafo "ph" cuando f no está disponible, porque ya está en uso o porque el creador no desea usar la letra f.

## Codificación
La P con carón se puede representar en Unicode usando los siguientes caracteres:
| formas    | representación | Puntos de código | descripción                        |
| --------- | -------------- | ---------------- | ---------------------------------- |
| Mayúscula | P̌              | U+0050 U+030C    | Letra mayúscula latina P con carón |
| minúscula | p̌              | U+0070 U+030C    | Letra minúscula latina P con carón |